# Marie-Jeanne Renard du Bos
Marie-Jeanne Renard du Bos, née en 1701 et morte entre 1730 et 1750, est une graveuse française.

## Biographie
Marie-Jeanne Renard du Bos, née vers 1701 à Paris, est l'élève de Charles Dupuis,. Elle grave plusieurs tableaux, dont un tableau de Françoise Basseporte représentant une femme à mi-corps caressant un lapin, publié à Versailles immortalisée en 1720. Elle est mentionnée pour cela dans le dictionnaire des femmes célèbres de Louis-Marie Prudhomme. Selon Prudhomme, l'année de sa mort était inconnue en 1830.
Elle est probablement morte à Paris.

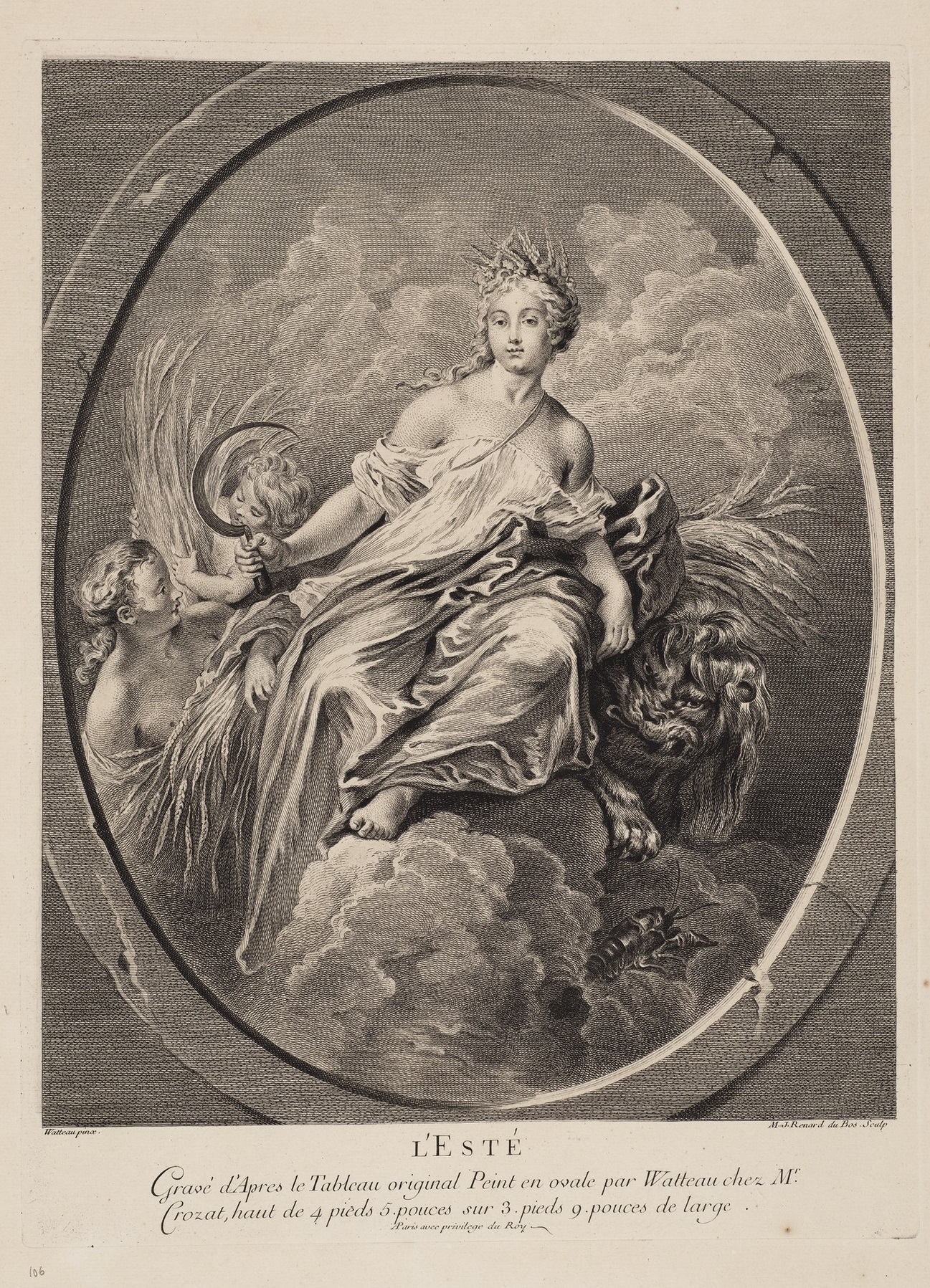
Une des quatre estampes des saisons : L'Esté, d'après Antoine Watteau (vers 1720, musées d'Art de Harvard).
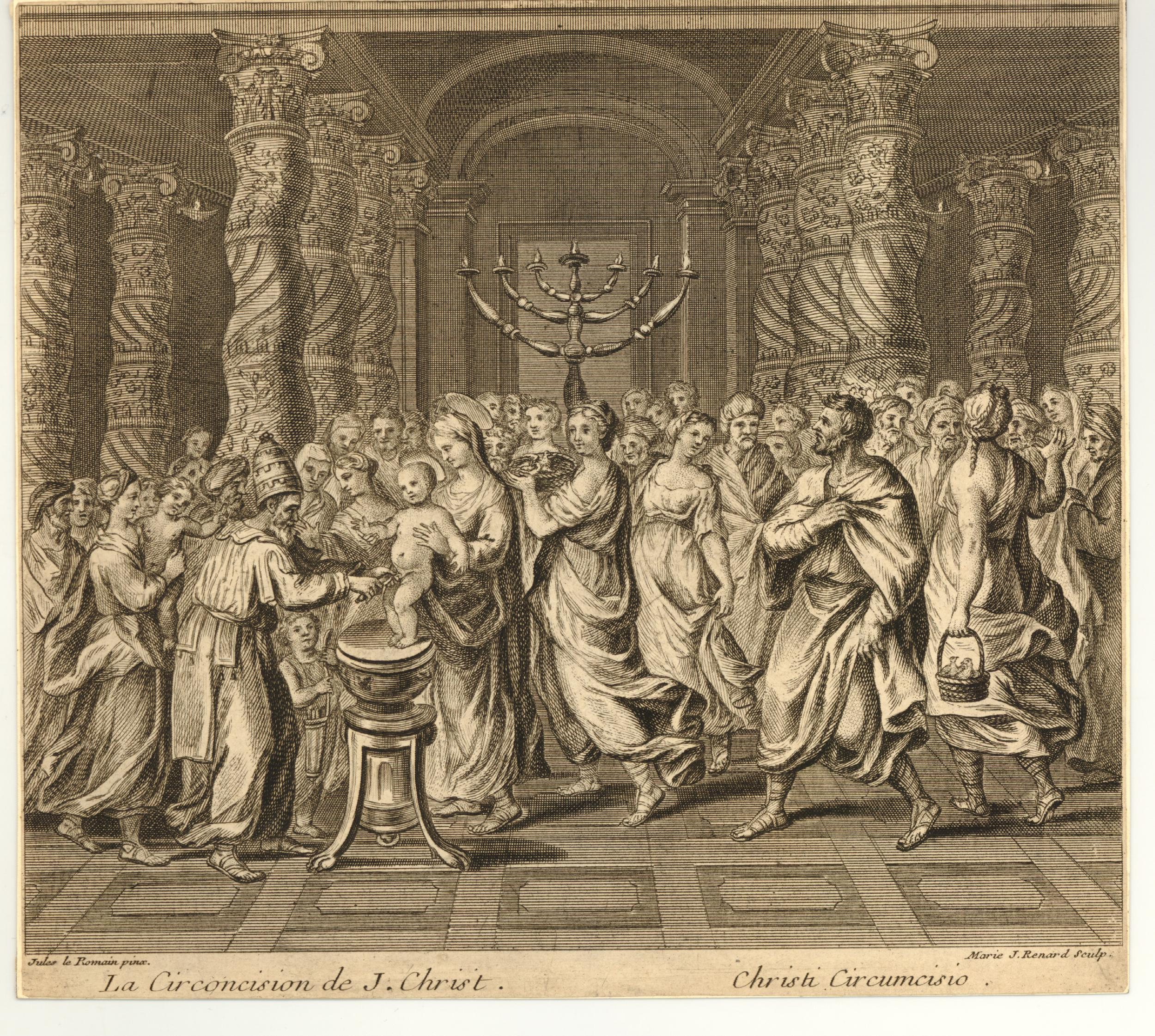
La Circoncision du Christ, d'après Jules Romain (vers 1715–1750, British Museum).